# Concertino pour violoncelle et orchestre
Het Concertino pour violoncello et orchestre is een compositie van Albert Roussel. Het is naast zijn pianoconcert (en eventueel ook Concert pour petit orchestre) zijn enige werk binnen het genre concerto. Alle drie de werken zijn binnen hun genre een goed bewaard geheim gebleven. Van de drie werken is nauwelijks een moderne opname te vinden. Het begon echter veelbelovend voor het celloconcert, de eerste uitvoering werd gegeven door de beroemde cellist Pierre Fournier onder leiding van Robert Siohan met diens eigen orkest op 6 februari 1936 in de Salle Pleyel. 
Het Concertino bestaat uit drie delen:
- Allegro moderato
- Adagio
- Allegro molto

Roussel schreef het werk voor:
- solocello
- 2 dwarsfluiten, 2 hobo’s, 2 klarinetten, 2 fagotten
- 2 hoorns, 2 trompetten
- pauken
- violen, altviolen, celli, contrabassen

Het concert werd opgedragen aan Marix Loevensohn (1880-1943), een Belgisch cellist.